# Курганчики
Курга́нчики — деревня в Курагинском районе Красноярского края. Входит в состав Шалоболинского сельсовета.

## География
Деревня находится в южной части края, в пределах Минусинской котловины , на правом берегу реки Шушь, на расстоянии приблизительно 22 км (по прямой) к северо-западу от посёлка городского типа Курагино, административного центра района. Абсолютная высота — 263 м над уровнем моря.

## История
Основана в 1805 году. По данным 1926 года в деревне имелось 361 хозяйство и проживало 1949 человек (946 мужчин и 1003 женщины). В национальном составе населения преобладали русские. В административном отношении деревня являлась центром Курганчиковского сельсовета Курагинского района Минусинского округа Сибирского края.

## Население
| 2010 |
| ---- |
| 417  |

Гендерный состав
По данным Всероссийской переписи населения 2010 года в гендерной структуре населения мужчины составляли 46,5 %, женщины — соответственно 53,5 %.
Национальный состав
Согласно результатам переписи 2002 года, в национальной структуре населения русские составляли 91 % из 503 чел.

## Известные уроженцы
- Щукин, Андрей Федотович (1918—1987) — советский военнослужащий, старшина, Герой Советского Союза.